# Liste des épisodes de la série Le jeu du mystère et de l'aventure
Pour un article plus général, voir Liste des épisodes de la série Les Maîtres du mystère.
Cet article présente une liste des épisodes de la série Le jeu du mystère et de l'aventure.

## Le jeu du mystère et de l'aventure
Le jour de la première diffusion est le vendredi.
| Date de diffusion | Statut   | Auteur                      | Titre                                   | Auteur adapté      | Titre adapté               | Notes                        |
| ----------------- | -------- | --------------------------- | --------------------------------------- | ------------------ | -------------------------- | ---------------------------- |
| 24 octobre 1952   | 1re diff |                             | Le vampire                              |                    |                            |                              |
| 31 octobre 1952   | 1re diff | Olga Lencement              | Thanatos palace hôtel                   | André Maurois      | Thanatos palace hôtel      | in Pour piano seul           |
| 7 novembre 1952   | 1re diff | Pierre Boileau              | L’assassin s’est envolé                 |                    |                            |                              |
| 14 novembre 1952  | 1re diff |                             | La der… des ders ou la bête conquérante |                    |                            |                              |
| 21 novembre 1952  | 1re diff |                             | Musique de chambre                      |                    |                            |                              |
| 28 novembre 1952  | 1re diff |                             | Le fantôme du ludion                    |                    |                            |                              |
| 5 décembre 1952   | 1re diff | Jacques Decrest             | La mouche d’améthyste                   | Jacques Decrest    | La mouche d’améthyste      | in Nouvelles                 |
| 12 décembre 1952  | 1re diff |                             | Le miroir noir                          |                    |                            |                              |
| 19 décembre 1952  | 1re diff |                             | L’erreur est réparée                    |                    |                            |                              |
| 26 décembre 1952  | 1re diff |                             | C’était écrit                           |                    |                            |                              |
| 2 janvier 1953    | 1re diff | Nino Frank                  | Le chemin de l’étoile                   | Alexandre Arnoux   |                            |                              |
| 9 janvier 1953    | 1re diff | Maurice-Bernard Endrèbe     | N’y touchez pas                         |                    |                            | (annoncé)                    |
| 16 janvier 1953   | 1re diff | Olga Lencement              | Le sursis                               | Alexandre Rivemale | Le sursis                  |                              |
| 23 janvier 1953   | 1re diff | Stanislas-André Steeman     | Les mains qui parlent                   |                    |                            |                              |
| 30 janvier 1953   | 1re diff |                             | L’opération parapluie                   |                    |                            |                              |
| 6 février 1953    | 1re diff | Jean Marcillac              | L’ange gardien                          |                    |                            | (évoquée le 20 juillet 1954) |
| 13 février 1953   | 1re diff |                             | Sardane pour le jugement dernier        |                    |                            |                              |
| 20 février 1953   | 1re diff |                             | Bridge                                  |                    |                            |                              |
| 27 février 1953   | 1re diff | Jacques Armand              | Une histoire de la nuit                 | Claude Aveline     | Trois histoires de la nuit |                              |
| 6 mars 1953       | 1re diff |                             | Les fiancés de Galicie                  |                    |                            |                              |
| 13 mars 1953      | 1re diff |                             | L’insoupçonnable                        |                    |                            |                              |
| 20 mars 1953      | 1re diff |                             | Boomerang                               |                    |                            | [version 1]                  |
| 27 mars 1953      | 1re diff |                             | Antiné n’existe pas                     |                    |                            |                              |
| 10 avril 1953     | 1re diff |                             | Scherzo – Fantômes aux abois            |                    |                            |                              |
| 17 avril 1953     | 1re diff |                             | La grande Bretèche                      |                    |                            |                              |
| 24 avril 1953     | 1re diff |                             | Sorocco                                 |                    |                            |                              |
| 1er mai 1953      | 1re diff | Népomucène Jonquille        | Chilpéric fantôme                       |                    |                            |                              |
| 8 mai 1953        | 1re diff | Jacques Armand              | Le tigre                                |                    |                            | (annoncé)                    |
| 15 mai 1953       | 1re diff |                             | Lumière noire                           |                    |                            | [version 1]                  |
| 22 mai 1953       | 1re diff | Jean Marcillac & Jean Bruce | Cessez d’émettre                        | Jean Bruce         | Cessez d’émettre           |                              |
| 29 mai 1953       | 1re diff |                             | Le parc de Sadorges                     |                    |                            |                              |
| 5 juin 1953       | 1re diff |                             | Le tam-tam de minuit                    |                    |                            |                              |
| 12 juin 1953      | 1re diff | Jeannine Raylambert         | Elle est morte                          |                    |                            |                              |
| 19 juin 1953      | 1re diff |                             | Zone dangereuse                         |                    |                            |                              |
| 26 juin 1953      | 1re diff |                             | Une place au cimetière                  |                    |                            |                              |
| 3 juillet 1953    | 1re diff | Jacques Faizant             | Discorde vocale                         |                    |                            |                              |
| 10 juillet 1953   | 1re diff |                             | Avatar                                  |                    |                            |                              |
| 17 juillet 1953   | 1re diff | François Billetdoux         | Quelqu’un                               |                    |                            |                              |
| 24 juillet 1953   | 1re diff | Étienne Hervier             | Coucou                                  |                    |                            |                              |
| 31 juillet 1953   | 1re diff |                             | Ça, c’est le bouquet                    |                    |                            |                              |
| 11 septembre 1953 | 1re diff |                             | Allo Missie !                           |                    |                            |                              |
| 18 septembre 1953 | 1re diff |                             | Le borgne et l’esclave                  |                    |                            |                              |
| 25 septembre 1953 | 1re diff |                             | La mort livrée à domicile               |                    |                            |                              |
| 2 octobre 1953    | 1re diff |                             | Le fleuve mort                          |                    |                            |                              |
| 9 octobre 1953    | 1re diff |                             | L’asile des quatre-vents                |                    |                            |                              |